# José Monasterio Ituarte
José Monasterio Ituarte (Palma de Mallorca, 1882 - Valencia, 1952) fue un militar español. Oficial del arma de caballería, llegó a combatir en la guerra de Marruecos, recibiendo varios ascensos. Durante la Guerra civil española combatió junto a las fuerzas sublevadas, teniendo un papel relevante al frente de la División de Caballería. Alcanzaría el grado de teniente general, desempeñando diversos puestos durante la Dictadura franquista.

## Biografía
Nació en 1882. Militar profesional, pertenecía arma de caballería. Combatió en la campaña de Marruecos. En 1935, durante la Segunda República, fue ayudante del ministro de la guerra, Gil-Robles. Colaboró con el general Miguel Cabanellas en la preparación del Golpe de Estado de julio de 1936 que dio lugar a la guerra civil española.
En julio de 1936 era coronel comandante del regimiento de caballería «Castillejos» n.º 9, con base en Zaragoza. Tras el comienzo del golpe de Estado, Monasterio sublevó su unidad y también se unió a la rebelión. Monasterio tuvo un papel importante en el aplastamiento de toda oposición al golpe. Más adelante, al frente de sus fuerzas lograría el enlace del Ejército del Norte con el Ejército del Sur en Arenas de San Pedro (Ávila), el 9 de septiembre de 1936. Participaría con sus unidades de caballería en el avance hacia Madrid, llegando a mandar una de las brigadas de la División reforzada de Madrid.
El 27 de enero de 1937, siendo general de brigada, fue nombrado segundo jefe de las Milicias auxiliares. Posteriormente sería nombrado jefe de la 1.ª División de Caballería, unidad que mandaría durante toda la guerra. Monasterio tuvo un papel destacado en la derrota de las fuerzas republicanas en el río Alfambra (Teruel), en febrero de 1938, donde dirigió lo que se ha considerado la última carga de caballería de la historia militar. Al frente de su división también participó en la ruptura del Frente de Aragón, en la primavera de 1938. En el ámbito político, en 1937 fue nombrado jefe de la recién instaurada Milicia Nacional, que agrupaba las de Falange y Requetés, y miembro del Consejo Nacional de FET y de las JONS. Como jefe de Milicias, fue especialmente benévolo con los requetés, cuyos tercios se resistió a disolver.
Tras la contienda llegaría a ascender al rango de teniente general, siendo nombrado capitán general de la V Región Militar (Zaragoza) y, posteriormente, de la III Región (Valencia). Considerado un militar «antifalangista», en septiembre de 1943 fue uno de los suscriptores —junto a otros 12 tenientes generales— de una carta enviada a Franco en que se le pedía la reinstauración de la monarquía. Pese a ello fue nombrado procurador en las Cortes franquistas. Falleció en 1952.

## Condecoraciones
- Caballero gran cruz de la Orden de San Lázaro de Jerusalén (1940)
- Gran Cruz de la Orden de San Hermenegildo (1942)[18]
- Gran Cruz (con distintivo blanco) de la Orden del Mérito Militar (1945)[19]